# Glenburn (Maine)
Glenburn és una població dels Estats Units a l'estat de Maine (EUA). Segons el cens del 2000 tenia 3.964 habitants.

## Demografia
Segons el cens del 2000, Glenburn tenia 3.964 habitants, 1.479 habitatges, i 1.137 famílies. La densitat de població era de 56,3 habitants/km².
Dels 1.479 habitatges en un 37,6% hi vivien nens de menys de 18 anys, en un 63,2% hi vivien parelles casades, en un 10,3% dones solteres, i en un 23,1% no eren unitats familiars. En el 16% dels habitatges hi vivien persones soles el 5,9% de les quals corresponia a persones de 65 anys o més que vivien soles. El nombre mitjà de persones vivint en cada habitatge era de 2,68 i el nombre mitjà de persones que vivien en cada família era de 2,97.
Per edats la població es repartia de la següent manera: un 26,9% tenia menys de 18 anys, un 6,2% entre 18 i 24, un 32,4% entre 25 i 44, un 26,6% de 45 a 60 i un 7,9% 65 anys o més.
L'edat mediana era de 37 anys. Per cada 100 dones de 18 o més anys hi havia 92,6 homes.
La renda mediana per habitatge era de 41.885 $ i la renda mediana per família de 44.335 $. Els homes tenien una renda mediana de 31.458 $ mentre que les dones 22.656 $. La renda per capita de la població era de 17.544 $. Entorn del 9,3% de les famílies i l'11% de la població estaven per davall del llindar de pobresa.